# Euxoa cortii
Euxoa cortii là một loài bướm đêm trong họ Noctuidae.